# Världsmästerskapet i sjumannarugby
Världsmästerskap i sjumannarugby är en internationell sjumannarugbytävling. Tävlingen arrangeras av IRB.

## Turneringar

### Herrar
| År   | Värdnation            | Final       | Final    | Final       | Match om tredjepris  | Match om tredjepris              | Match om tredjepris              |
| År   | Värdnation            | Vinnare     | Resultat | Tvåa        | Trea                 | Resultat                         | Fyra                             |
| ---- | --------------------- | ----------- | -------- | ----------- | -------------------- | -------------------------------- | -------------------------------- |
| 1993 | Skottland             | England     | 21 – 17  | Australien  | Fiji · Irland        | Match om tredjepris spelades ej. | Match om tredjepris spelades ej. |
| 1997 | Hongkong              | Fiji        | 24 – 21  | Sydafrika   | Nya Zeeland · Samoa  | Match om tredjepris spelades ej. | Match om tredjepris spelades ej. |
| 2001 | Argentina             | Nya Zeeland | 31 – 12  | Australien  | Argentina · Fiji     | Match om tredjepris spelades ej. | Match om tredjepris spelades ej. |
| 2005 | Hongkong              | Fiji        | 29 – 19  | Nya Zeeland | Australien · England | Match om tredjepris spelades ej. | Match om tredjepris spelades ej. |
| 2009 | Förenade arabemiraten | Wales       | 19 – 12  | Argentina   | Kenya · Samoa        | Match om tredjepris spelades ej. | Match om tredjepris spelades ej. |
| 2013 | Ryssland              | Nya Zeeland | 33 – 00  | England     | Fiji · Kenya         | Match om tredjepris spelades ej. | Match om tredjepris spelades ej. |
| 2018 | USA                   | Nya Zeeland | 33 – 12  | England     | Fiji · Sydafrika     | Match om tredjepris spelades ej. | Match om tredjepris spelades ej. |

### Damer
| År   | Värdnation            | Final       | Final    | Final       | Match om tredjepris | Match om tredjepris              | Match om tredjepris              |
| År   | Värdnation            | Vinnare     | Resultat | Tvåa        | Trea                | Resultat                         | Fyra                             |
| ---- | --------------------- | ----------- | -------- | ----------- | ------------------- | -------------------------------- | -------------------------------- |
| 2009 | Förenade arabemiraten | Australien  | 15 – 10  | Nya Zeeland | Sydafrika · USA     | Match om tredjepris spelades ej. | Match om tredjepris spelades ej. |
| 2013 | Ryssland              | Nya Zeeland | 29 – 12  | Kanada      | Spanien · USA       | Match om tredjepris spelades ej. | Match om tredjepris spelades ej. |
| 2018 | USA                   | Nya Zeeland | 29 – 00  | Frankrike   | Australien · USA    | Match om tredjepris spelades ej. | Match om tredjepris spelades ej. |